# Diecéze Città di Castello
Diecéze Città di Castello (latinsky Civitatis Castelli nebo Tifernatensis) je římskokatolická diecéze v italské oblasti Umbrie, která tvoří součást Církevní oblasti Umbrie. Je sufragánní vůči arcidiecézi Perugia-Città della Pieve.

## Stručná historie
První biskové v Tifernu  (Città di Castello) jsou doloženi v 5. století. Původně byla diecéze bezprostředně podřízena Sv. Stolci, v roce 1972 se stala součástí perugijské církevní provincie. V letech 1972-1981 a znovu od roku 2022 je in persona episcopi sjednocena s diecézí Gubbio.